# Gian Giuseppe Filippi
Gian Giuseppe Filippi, též Giovanni Giuseppe Filippi, Giangiuseppe Filippi nebo Ivan Josip Filippi (1787 Zadar – 15. ledna 1851 Zadar), byl rakouský právník a politik z Dalmácie, během revolučního roku 1848 poslanec Říšského sněmu.

## Biografie
Pocházel z vlivné měšťanské rodiny Filippi ze Zadaru. Jeho otec Pietro Filippi (zemřel roku 1806) byl právníkem (causidico ministro deputato alle pubbliche notifiche) při místodržitelství Dalmácie. Gian Giuseppe působil jako suplent u prvoinstančního soudu a suplent u odvolacího soudu v Zadaru (1811–1813). Od roku 1813 až do své smrti působil jako advokát v Zadaru. V roce 1813 je uváděn též jako městský radní a majitel několika domů v Zadaru. Byl členem městské nemocenské komise (1819 a 1821–1822) a dobročinné komise Commissione straordinaria di carità (roku 1836). V letech 1829–1831 je uváděn mezi donátory městského divadla. V květnu 1848 rezignoval na post asesora a městského radního. Roku 1849 se uvádí jako Johann Joseph Filippi, advokát v Zadaru.
Během revolučního roku 1848 se zapojil do veřejného dění. Ve volbách roku 1848 byl zvolen i na ústavodárný Říšský sněm. Zastupoval volební obvod Zadar. Tehdy se uváděl coby advokát. Řadil se ke sněmovní levici. V Říšském sněmu podporoval autonomní statut Dalmácie. V září 1848 podepsal petici adresovanou ministerstvu vyučování, ve které se podporuje zavedení chorvatštiny coby povinného předmětu na školách ale zároveň se vyjadřují obavy z celkového nahrazení italštiny chorvatštinou ve školství, soudnictví a správě. Když byl místodržícím Dalmácie jmenován Josip Jelačić, podepsal Filippi v prosinci 1848 petici k ministrovi vnitra, v níž se dotazoval, zda nástup Jelačiće nemůže znamenat ohrožení samostatného státoprávního postavení Dalmácie (Jelačić zároveň působil ve vedení správy Chorvatského království). V roce 1848 Filippi podporoval připojení Kvarnerských ostrovů k Dalmácii. Už 31. března 1848 se podílel na prohlášení zadarské městské samosprávy, které v tomto smyslu obeslalo města na Kvarnerských ostrovech. V květnu 1848 Filippi a Božidar Petranović sepsali návrh prozatímní ústavy Dalmatského království, ve kterém se předpokládala anexe těchto ostrovů. Své státoprávní představy prosazoval i jako člen ústavního výboru Říšského sněmu, kde se o nové ústavě jednalo v lednu 1849 a kde se rovněž Kvarnerské ostrovy začleňovaly do teritoria Dalmácie. Později se názorově postavil proti Božidaru Petranovićovi a podporoval zachování Zadaru jako ideálního sídla dalmatských samosprávných orgánů.
Zemřel v lednu 1851. Měl dva syny. Donato Filippi (1832–1912) byl statkářem, Natale Filippi, též Božidar Filippi (1823–1873), byl právníkem a politikem.